# Prokaryota
En biología, procarionte o procariota (taxón Prokaryota) es el superreino o dominio que incluye los microorganismos constituidos por células procariotas, es decir, células que presentan un ADN disperso en el citoplasma, ya que no hay núcleo celular. El término deriva del griego: πρό-(pro-), "antes de" + κάρυον (carion), "nuez" o "almendra", como referencia a la carencia del núcleo celular, Los procariontes u organismos procariotas han recibido diversas denominaciones tales como Bacteria, Monera y Schizophyta, dependiendo de los autores y los sistemas de clasificación. Otros términos usados fueron Mychota, Protophyta y Procaryotae. Está constituido a su vez por dos dominios bien diferenciados: Archaea y Bacteria. 
Los procariontes son unicelulares, salvo algunos casos como las mixobacterias, algunas de las cuales tienen etapas multicelulares en su ciclo de vida. En otros casos crean grandes colonias, como en las cianobacterias. Los procariontes se caracterizan por no presentar núcleo celular, mitocondrias ni otros orgánulos. La compartimentación también es frecuente en el mundo procariota en la forma de compartimentos, unos delimitados por proteínas y otros delimitados por lípidos. Son microorganismos que poseen un solo cromosoma llamado nucleoide, su reproducción es asexual por fisión binaria, tienen gran variedad de metabolismos y hay especies adaptadas a todo tipo de ambiente, incluso los más extremos, calculándose que hay aproximadamente 5×1030 procariontes en el mundo.

## Historia
Los primeros microorganismos procariotas fueron observados por Anton van Leeuwenhoek en 1683 usando un microscopio de lente simple diseñado por él mismo y conjuntamente con los protozoos los denominó animáculos. La invención del microscopio dejó atrás la "fase de la especulación" y se abre paso a la "era de la observación", la cual desembocó a mediados del siglo XIX en el "periodo de oro" de la microbiología.
Entre algunos de los momentos claves históricos, se puede mencionar que en 1859 Louis Pasteur, considerado el padre de la microbiología, define la fermentación bacteriana; en 1876 Robert Koch descubre la infección bacteriana del carbunco o ántrax maligno, en 1884 se descubre la tinción de Gram y en 1910 Paul Ehrlich desarrolló el primer antibiótico para combatir al Treponema de la sífilis. En 1936 H.A Barker identificó a los metanógenos, en 1967 Thomas D. Brock descubre a los extremófilos y en 1977 un equipo de la Universidad de Illinois descubre la gran divergencia entre arqueas y bacterias gracias al estudio genético del ARN ribosómico (Balch et al. 1977) lo que constituye parte de los inicios de la filogenia molecular, encontrando entonces las siguientes relaciones:
|  | algas azul-verdes (Cyanobacteriota)                                                        |
|  |                                                                                            |
|  | \| \| Bacillus (Bacillota) \| \| \| \| \| \| vibrio-entéricas (Pseudomonadota) \| \| \| \| |
|  |                                                                                            |
|  | Bacillus (Bacillota)                                                                       |
|  |                                                                                            |
|  | vibrio-entéricas (Pseudomonadota)                                                          |
|  |                                                                                            |

|  | Bacillus (Bacillota)              |
|  |                                   |
|  | vibrio-entéricas (Pseudomonadota) |
|  |                                   |

|  | algas azul-verdes (Cyanobacteriota)                                                        |
|  |                                                                                            |
|  | \| \| Bacillus (Bacillota) \| \| \| \| \| \| vibrio-entéricas (Pseudomonadota) \| \| \| \| |
|  |                                                                                            |
|  | Bacillus (Bacillota)                                                                       |
|  |                                                                                            |
|  | vibrio-entéricas (Pseudomonadota)                                                          |
|  |                                                                                            |

|  | Bacillus (Bacillota)              |
|  |                                   |
|  | vibrio-entéricas (Pseudomonadota) |
|  |                                   |

Ese mismo año (1977), Woese et al. sienta las bases del sistema de tres dominios, el cual fue contradicho por la hipótesis del eocito de Lake et al. (1984). En todo caso, ambos postulados forman parte de la moderna filogenia microbiana.

## Características generales
Los procariontes casi siempre son:
- Organismos unicelulares.

Estructura celular de un procarionte típico.

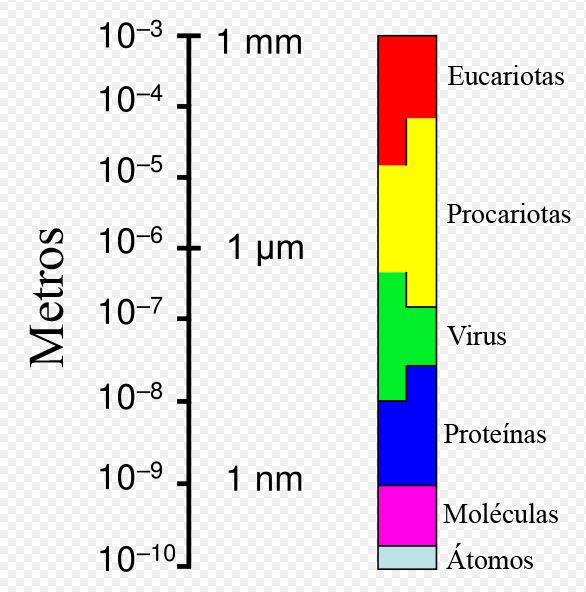
Comparación entre el tamaño de los organismos procariotas y el de otros organismos y biomoléculas.

- Osmótrofos, alimentándose por absorción osmótica.
- Tienen pared celular (salvo algunas excepciones como los endoparásitos).
- Poseen generalmente una capa S proteica.
- Tienen membrana plasmática que rodea el citoplasma compuesta de fosfolípidos.
- Tienen un único cromosoma circular localizado en una región del citoplasma llamada nucleoide[12] (el ADN es una hebra circular).
- No presentan propiamente un núcleo celular.
- No hay orgánulos membranosos propiamente, aunque sí puede haber compartimentos procariotas especializados.
- Presenta reproducción asexual por fisión binaria (sin las complejas mitosis).
- Puede haber conjugación procariota, es decir, transferencia de material genético entre procariontes.
- El citoesqueleto procariota está formado por proteínas estructurales, mantiene la forma celular e interviene en el proceso de división.
- Cada ribosoma tiene un tamaño de 70S, el cual a su vez está conformado por una subunidad mayor de 50S (que contiene ARNr 23S y 5S) y una subunidad menor de 30S (con ARNr 16S).[13]
- Presencia de operones y plásmidos.
- No hay objetos reconocibles salvo los ribosomas con microscopio electrónico. Aunque hay excepciones en algunas bacterias.
- Pili: estructuras también conocidas como fimbrias, presentes en la superficie de diversas bacterias, y que mantienen la forma de pelos. Estas estructuras se encargan de transferir información genética.

Los procariontes presentan enormes diferencias con los eucariontes, como la ausencia de orgánulos, la presencia de ribosomas más pequeños o diferencias en la reproducción. Pero la diferencia más importante radica en el origen mismo de los eucariontes (eucariogénesis), el cual tendría una historia evolutiva más tardía y compleja como resultado de la asociación simbiótica entre diferentes organismos procariotas. Mitocondrias y cloroplastos sintetizan sus propios ribosomas y éstos son además del mismo tamaño que el de los procariontes. Esto probaría el origen procariota de estos orgánulos por endosimbiosis seriada. Así pues, mientras los procariontes se originaron hace unos 3500 millones de años, los eucariontes aparecen mucho después, hace unos 1400 millones de años y como descendientes de organismos procariotas. Bajo este punto de vista, podemos considerar a Prokaryota como un grupo parafilético.
Para una comparación con las características eucariotas, véase: Tabla comparativa.

### Tamaño
Tienen típicamente entre 1 y 7 μm de longitud y 0,2–2,0 µm de diámetro, aunque pueden llegar a extremos como en las nanoarqueas y bacterias ultrapequeñas, las cuales suelen poseer 0,4 µm (400 nanómetros) de longitud y 0,25 µm de diámetro. Hay espiroquetas que pueden llegar a 500 μm de longitud, pero la bacteria más grande es la proteobacteria Thiomargarita con 750 μm.

### Orgánulos
Por lo general, los procariontes no presentan ningún orgánulo. Sin embargo, hay excepciones, pues en ciertos casos hay cuerpos membranosos que demuestran la formación de compartimentos celulares procariotas y que este no es un fenómeno exclusivo de los eucariontes.
Algunos ejemplos son los magnetosomas de bacterias magnetotácticas como Magnetospirillum, los carboxisomas de algunas bacterias fijadores de CO2, los clorosomas en algunas bacterias fotótrofas, los tilacoides en cianobacterias, y fundamentalmente varios tipos de compartimientos en los planctomicetos tales como el anammoxosoma, riboplasma, parifoplasma y un nucleoide que a veces está envuelto en doble membrana.

## Metabolismo
El metabolismo procariota tiene una gran diversificación. Mientras los eucariontes tienen solo dos (animal y vegetal), los procariontes han evolucionado en una gran variedad de ambientes por lo que dependen de los siguientes requerimientos:
Fuente de energía:
- Fotótrofos, que requieren luz
- Quimiótrofos, que dependen de reacciones químicas

Fuente de carbono:
- Autótrofos o sintéticos, que usan CO2
- Heterótrofos, que necesitan compuestos orgánicos

Fuente reductora o donadora de hidrógeno y electrones:
- Litótrofos, si su fuente es inorgánica
- Organótrofos, si su fuente es orgánica

### Tipos nutricionales
La combinación entre los diferentes factores metabólicos del párrafo anterior da lugar a los siguientes tipos de procariotas:
- Fotolitoautótrofos: fotosintéticos, fueron probablemente los procariontes primigenios, ya que al igual que las plantas solo requieren de agua, luz y CO2. Entre ellos están las cianobacterias, las bacterias verdes del azufre y las no sulfurosas, las bacterias púrpuras del azufre y parte de las no sulfurosas. Las cianobacterias (como las plantas) realizan además la fotosíntesis oxigénica, en cambio las bacterias verdes y púrpuras realizan la fotosíntesis anoxigénica.

- Fotoorganoautótrofos: Requieren luz, CO2 y ácidos orgánicos, como algunas bacterias púrpuras no sulfurosas.

- Fotoorganoheterótrofos: Requieren luz y compuestos orgánicos, como las heliobacterias, algunas bacterias no sulfurosas y arqueas halófilas.

- Quimiolitoautótrofos: quimiosintéticos, requieren energía de la oxidación de sustancias inorgánicas, además de CO2, H2 y muchas veces NH4+, como en las bacterias oxidantes de Fe, H, S y N, bacterias nitrificantes (como Nitrosomonas), las arqueas metanógenas (euriotas), arqueas nitrificantes (taumarqueotas), bacterias incoloras del azufre (como Acidithiobacillus), bacterias acuíficas y arqueas sulfurosas (crenotas).

- Quimiolitoheterótrofos: oxidan compuestos inorgánicos, pero no pueden fijar CO2, como algunas bacterias oxidantes de H.

- Quimioorganoheterótrofos: se alimentan de compuestos orgánicos (como lo hacen animales y hongos). Son la gran mayoría de bacterias y parcialmente en las arqueas metanógenas y otras arqueas.

### Respiración

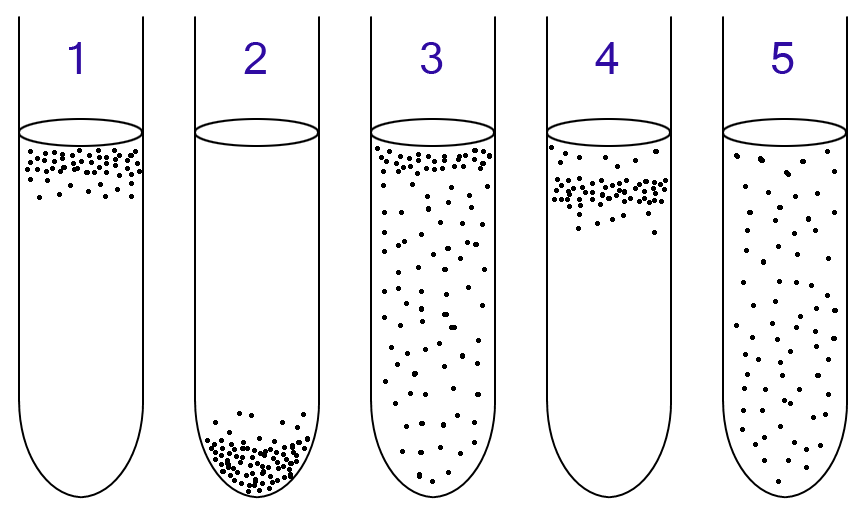
Se puede identificar el tipo de respiración bacteriana, observando el crecimiento en un medio líquido de cultivo:
1. Aerobio
2. Anaerobio estricto
3. Facultativo
4. Microaerófilo
5. Anaerobio aerotolerante

La respiración anaerobia es diversa y arcaica, en lugar del oxígeno usa generalmente como aceptor una sustancia inorgánica como nitrato, azufre, sulfato, tiosulfato, CO2, Fe+3, Mn+4, seleniato, arseniato, y rara vez una sustancia orgánica como fumarato, DMSO, TMAO o clorobenzoato. Según su respiración los procariontes pueden ser:
- Anaerobios, que utilizan la respiración anaerobia o la fermentación de sustancias orgánicas. Según puedan tolerar o no la presencia de oxígeno se denominan anaerobios aerotolerantes o anaerobios estrictos, respectivamente.
- Aerobios, que usan la respiración aeróbica (de O2).
- Microaerófilos, que usan muy poco oxígeno.
- Facultativos (llamados aerobios o anaerobios facultativos), que respiran O2, pero cuando se encuentran en un medio sin oxígeno usan la fermentación.

Los organismos heterótrofos tienen generalmente metabolismo aerobio (que respiran oxígeno); y como la oxidación de la glucosa y otras sustancias libera mucha más energía que su utilización anaerobia, los seres aerobios pronto se convirtieron en los organismos dominantes en la Tierra por la mayor energía que se obtiene con este tipo de respiración.

## Factores ambientales

### Temperatura de desarrollo
A diferencia de los eucariontes, los procariontes tienen gran variabilidad de hábitats y de rangos de temperatura para su desarrollo. Según su temperatura óptima de desarrollo pueden ser:
- Psicrófilos: de -1.8 °C a 20 °C
- Mesófilos: 20 a 40 °C
- Termófilos: 40 a 70 °C
- Hipertermófilos: de 70 a 105 °C o más.

### Condiciones extremas
La adaptación a los diferentes hábitats en la Tierra, ha permitido que los organismos procariotas evolucionen hasta en los ambientes más extremos. Según el ambiente en que se desarrollan se usan los siguientes términos:
- Acidófilo: Que desarrollan en medios ácidos como el Lactobacillus del yogur. Los termoacidófilos como las arqueas sulfolobales que están en las fuentes hidrotermales oceánicas, requieren pH 1.5-4 y temperatura 65-90 °C.
- Alcalófilo: Que desarrollan en medios alcalinos con pH entre 8.5 y 11, como algunos bacilos.
- Halófilo: Que requiere un medio salino como en los océanos con 6 % de sal. Los arqueas hiperhalófilas como las halobacterias, requieren de 12 a 23 % como promedio o más.
- Barófilo o piezófilo: Que requiere de alta presión como la de los fondos oceánicos. Por ejemplo: Halomonas titanicae.
- Radiófilo o radiorresistente: Que tolera muy bien la radiación ionizante como la arquea Thermococcus gammatolerans.
- Endolito: Que vive en el interior de las rocas.
- Hipólito: Que vive debajo de las rocas, como algunas cianobacterias de climas fríos.
- Metaloresistente: Que vive en ambientes con metales pesados como el hierro, cobre, zinc, cadmio e incluso arsénico como las crisiogenetas que respiran arseniato.
- Oligótrofo: Que requiere muy pocos nutrientes, lo que debe haber ayudado a la proliferación de Pelagibacter en el bacterioplancton marino.
- Poliextremófilo: Extremófilo múltiple como Deinococcus, que tolera bien calor, frío, deshidratación, acidez, vacío y alta radiación.

## Origen y evolución
Los primeros organismos vivos podrían haber sido procariontes relacionados con el origen de la vida (abiogénesis). El último antepasado común universal (LUCA) sería un organismo celular procariota evolucionado a partir de protobiontes (protocélulas).
Los modelos estadísticos confirman que todos los seres vivos descienden de un solo antepasado universal. Esto está respaldado por la evidencia que da la universalidad del código genético y de la célula como unidad básica biológica. Sin embargo, no hay un acuerdo sobre las características estructurales y/o metabólicas de este antepasado universal, ya que hay diversas hipótesis que sostienen que pudo haber sido un progenote (hipótesis del mundo de ARN), una bacteria Gram positiva, una Gram negativa fotosintética, o, tal vez lo más probable, un organismo procariota tipo arquea, hipertermófilo y quimiosintético.

### Antigüedad
La evidencia paleontológica le da a la aparición de los primeros organismos procariotas una antigüedad de por lo menos 3500 millones de años (Ma), en la era Eoarcaica. Huellas fósiles revelan vida temprana en aguas termales terrestres encontradas en Pilbara (Australia), dando también 3500 Ma. El descubrimiento de grafito biogénico en rocas metasedimentarias al sudoeste de Groenlandia, constituye una evidencia de 3700 Ma de antigüedad; aunque estos hallazgos han sido cuestionados. Microfósiles con forma de microfilamentos de óxido de hierro encontrados al norte de Canadá, serían evidencia de actividad procariota en respiraderos hidrotermales marinos con una antigüedad entre 3770  Ma, lo que podría indicar que la vida apareció relativamente poco después de la formación de la Tierra.

### Un pasado caliente

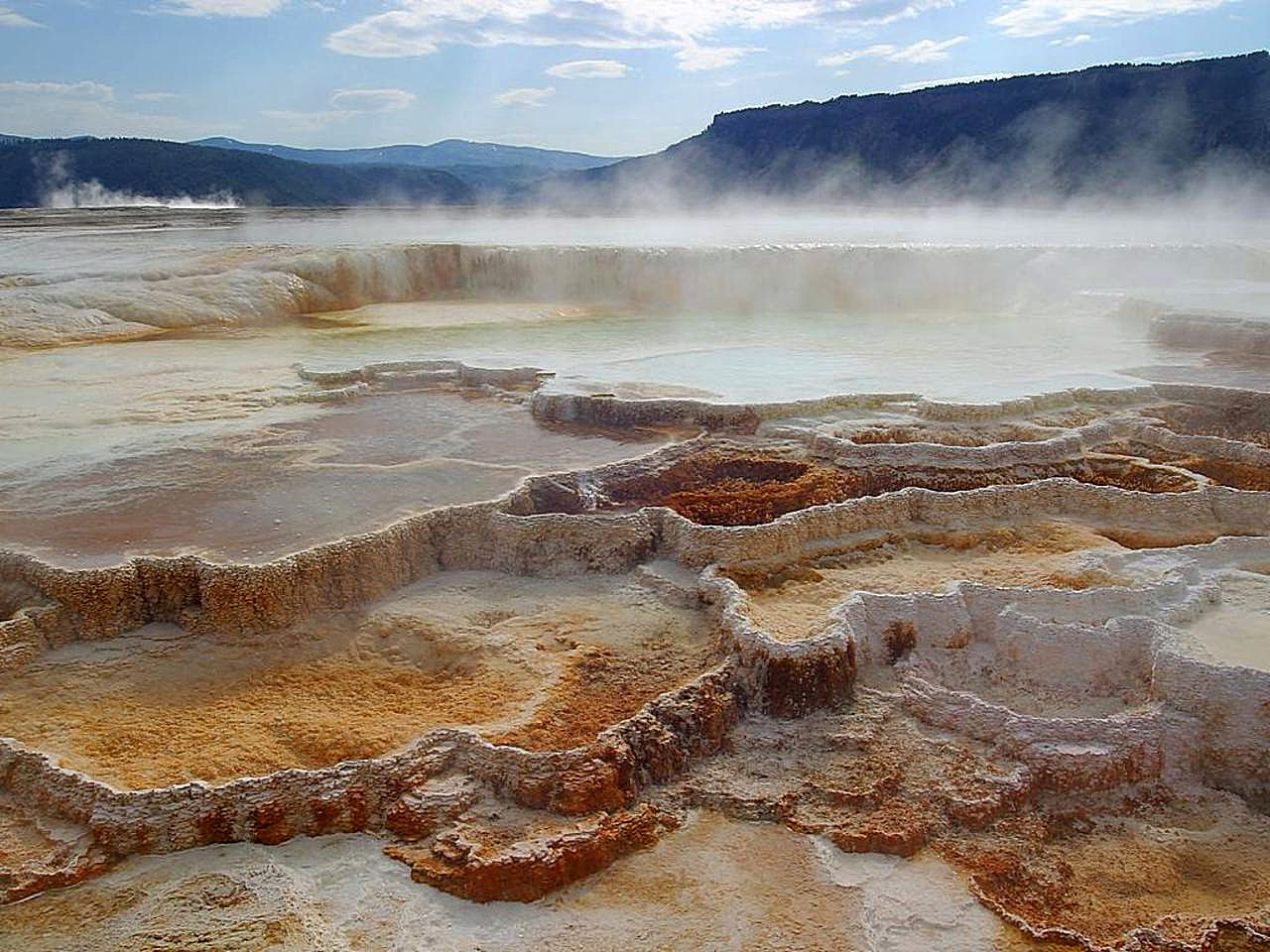
Los primeros procariontes termófilos descubiertos, fueron arqueas y bacterias en aguas termales de Yellowstone a fines de los años 1960.

Las teorías más aceptadas indican que los primeros seres vivos fueron procariotas que habitaron en un océano caliente (teoría del caldo primigenio) o en las fuentes hidrotermales volcánicas en la oscuridad del fondo del océano (teoría del mundo de hierro-azufre), en donde hay un medio caliente, de alta presión, anaerobio, con presencia de CO2 y compuestos de azufre, un medio adecuado para el metabolismo quimiosintético primigenio.
Evidencias al respecto se encuentran en la filogenia procariota: De acuerdo con la filogenia bacteriana sobre la base de ARNr 16S, 23S, así como a algunos árboles proteicos y enzimáticos, las bacterias más divergentes son termófilas como Thermotogota, Aquificota, Thermodesulfobacteriota y Dictyoglomota. En arqueas es más notorio, pues la mayoría de filos tienen miembros termófilos. De acuerdo con la filogenia de los dos filos arqueanos principales, Themroproteota y Methanobacteriota, los subgrupos más divergentes son altamente hipertermófilos; en el primer caso son las Pyrodictiaceae, cuya temperatura óptima de crecimiento está por encima de los 100 °C, y en el segundo es Methanopyrus, un metanógeno capaz de sobrevivir y reproducirse a 122 °C.
Los primeros seres vivos fueron procariontes y su aparición coincide aproximadamente con el inicio del periodo Arcaico. En esta época, el flujo de calor de la Tierra era casi tres veces superior al que es hoy, la actividad volcánica era considerablemente más alta, con numerosos puntos calientes, fosas tectónicas, dorsales oceánicas y lavas eruptivas muy calientes como la de komatita, inusual hoy en día. La luminosidad del Sol, era menor que la actual, pero hubo en esta época el mayor volumen de gases de efecto invernadero que acidificaron los océanos por la disolución de dióxido de carbono. Más del 90 % de la superficie terrestre la ocupaban los océanos y sus aguas tenían una temperatura de 70 °C. La Tierra aún era presa del bombardeo intenso tardío de grandes meteoritos hasta hace 3200 Ma. Todas estas condiciones hacen que solo sobrevivan los extremófilos.
Durante aquellos remotos tiempos, la atmósfera y océanos carecían de oxígeno, por lo que la respiración procariota predominante era anaerobia; y la fotosíntesis debió ser anoxigénica (sin producción de oxígeno) tal como actualmente lo hacen las bacterias verdes y púrpuras. Los estromatolitos más antiguos de comprobado origen microbiológico tienen 2724 millones de años de antigüedad.

### Oxigenación de la Tierra
Paulatinamente la Tierra se fue enfriando, y un evento crucial y probablemente el más importante de la evolución procariota ocurre durante el Proterozoico hace 2450 millones de años, cuando se inicia la Gran Oxidación por acumulación de oxígeno en la atmósfera y los océanos, y la primera glaciación aparece hace 2300 Ma. La oxigenación fue ocasionada por la proliferación de las cianobacterias (algas verdeazuladas), que son fotosintéticas oxigénicas y que producen estromatolitos con un máximo de desarrollo hace unos 1200 millones de años. En este nuevo ambiente hace su aparición los primeros seres eucariotas hace unos 1400 Ma, a partir de ancestros procariotas. Estos cambios debieron significar una extinción masiva procariota, en donde los termófilos solo sobrevivirían en las aguas termales o evolucionaron para adaptarse a los nuevos hábitats. A partir de entonces hasta hoy, las bacterias aerobias se convierten en los organismos más abundantes de la Tierra.

## Clasificación

### Archaea y Bacteria
El amplio consenso divide a Prokaryota en dos grandes grupos: Archaea y Bacteria. Ambos son muy antiguos, vienen desde el Arcaico, en los albores de la historia de la Tierra hace más de 4200 millones de años. 
Sus principales diferencias son las siguientes:
| Características                                         | Archaea | Bacteria |
| ------------------------------------------------------- | --- | --- |
| Membrana celular                                        | Una membrana (estructura monodérmica), formada por una bicapa de lípidos diéter y en termoacidófilos por una monocapa de lípidos tetraéter | Una o dos membranas (monodérmica o didérmica); cada membrana conformada por una bicapa lipídica                                  |
| Fosfolípidos de la membrana celular                     | Hidrocarburos isoprenoides unidos mediante un enlace éter a la cadena principal del sn-glicerol-1-fosfato                                  | Ácidos grasos unidos a través de un enlace éster a la cadena principal del sn-glicerol-3-fosfato                                 |
| Pared celular                                           | Seudopeptidoglicano, glucoproteínas o polisacáridos                                                                                        | Peptidoglicano |
| Flagelo                                                 | Flagelo arqueano: filamento delgado, de giro en conjunto, impulsado por ATP y con crecimiento basal                                        | Flagelo bacteriano: tubo ahuecado, de giro independiente, impulsado por un flujo de iones y con crecimiento apical (en la punta) |
| Cromatina                                               | Sí mayormente, con nucleosomas e histonas                                                                                                  | No |
| Vía de formación de lípidos                             | Vía del mevalonato | Vía del malonato |
| Aminoácido iniciador de la traducción de un polipéptido | Metionina | N-Formilmetionina |
| Inhibidores de la síntesis proteica ribosómica          | Anisomicina | Kanamicina, cloranfenicol |
| Factores de iniciación                                  | Cinco: aIF1A, aIF5B, aIF1, aIF2, aIF6 | Tres: IF1, IF2, IF3 |
| Patogenicidad                                           | No | En la minoría (en bacterias patógenas)                                                                                           |
| Mayores supergrupos                                     | Methanobacteriota, Thermoproteota, Promethearchaeota, Nanobdellati                                                                         | Pseudomonadati, Bacillati, Thermotogati, Fusobacteriota                                                                          |

De acuerdo con el sistema de tres dominios, Archaea y Bacteria son grupos comparables a Eukarya, sin embargo, se debe tomar en cuenta que el origen eucariota es muy posterior y se produjo por simbiogénesis entre una arquea y una bacteria, por lo que además de las características propias, los eucariontes han heredado de las arqueas características relacionadas con el ADN nuclear, histonas, ribosomas y genes informacionales, mientras que de las bacterias ha heredado características relacionadas con la membrana celular, el metabolismo, las mitocondrias y genes operacionales.

### Filogenia procariota y su relación con los eucariontes
|  | Bacteria                                            |
|  |                                                     |
|  | \| \| Archaea \| \| \| \| \| \| Eucarya \| \| \| \| |
|  |                                                     |
|  | Archaea                                             |
|  |                                                     |
|  | Eucarya                                             |
|  |                                                     |

|  | Archaea |
|  |         |
|  | Eucarya |
|  |         |

|  | Bacteria                                            |
|  |                                                     |
|  | \| \| Archaea \| \| \| \| \| \| Eucarya \| \| \| \| |
|  |                                                     |
|  | Archaea                                             |
|  |                                                     |
|  | Eucarya                                             |
|  |                                                     |

|  | Archaea |
|  |         |
|  | Eucarya |
|  |         |

Sin embargo, en algunos árboles del proteoma la relación difiere de la siguiente manera:
| Prokaryota | \| \| Archaea \| \| \| \| \| \| Bacteria \| \| \| \| |
|            | \| \| Archaea \| \| \| \| \| \| Bacteria \| \| \| \| |
|            | Eukaryota                                            |
|            |                                                      |
|            | Archaea                                              |
|            |                                                      |
|            | Bacteria                                             |
|            |                                                      |

|  | Archaea  |
|  |          |
|  | Bacteria |
|  |          |

Estudios sobre el origen eucariota (eucariogénesis), mostraron que la relación con los procariontes no es tan simple como en estos esquemas. En el origen y evolución eucariota estarían involucrados al menos tres organismos procariotas: una arquea habría sido la célula proto-eucariota anaerobia (hipótesis del eocito), mientras una proteobacteria habría dado origen a las mitocondrias y al metabolismo heterótrofo aerobio eucariota; adicionalmente una cianobacteria daría lugar a los cloroplastos y al metabolismo fotosintético de las plantas (endosimbiosis seriada). Esto implica que habría habido solo dos dominios primarios: Archaea y Bacteria.
Por otro lado, la filogenia procariota presenta una multitud de dificultades para la interpretación de árboles filogenéticos moleculares (véase Filogenia bacteriana). Esto es debido a la transferencia genética horizontal, en donde la herencia evolutiva resulta perturbada por el mobiloma (gran conjunto de virus, plásmidos y otros elementos); de tal manera que según el tipo de análisis, por ejemplo de una secuencia de genes, ARN o de proteínas específicas, se obtienen resultados con muchas diferencias. Aun así se puede mostrar una relación filogenética aproximada según algunos autores, entre los diferentes grupos y superfilos arqueanos, bacterianos y su relación con los eucariontes. Una filogenia algo consensuada en el GTDB database y el Annotree e incluyendo a los eucariotas es la siguiente:
|                    | Thermoproteota o TACK                                                                                     |
|                    | |
| Eukaryomorpha      | \| \| Promethearchaeota o Asgard (P) \| \| \| \| \| + α─proteobacteria \| Eukaryota \| \| \| Eukaryota \| |
|                    | \| \| Promethearchaeota o Asgard (P) \| \| \| \| \| + α─proteobacteria \| Eukaryota \| \| \| Eukaryota \| |
|                    | Promethearchaeota o Asgard (P)                                                                            |
|                    | |
| + α─proteobacteria | Eukaryota                                                                                                 |
|                    | Eukaryota                                                                                                 |

|                    | Promethearchaeota o Asgard (P) |
|                    |                                |
| + α─proteobacteria | Eukaryota                      |
|                    | Eukaryota                      |

|                    | Thermoproteota o TACK                                                                                     |
|                    | |
| Eukaryomorpha      | \| \| Promethearchaeota o Asgard (P) \| \| \| \| \| + α─proteobacteria \| Eukaryota \| \| \| Eukaryota \| |
|                    | \| \| Promethearchaeota o Asgard (P) \| \| \| \| \| + α─proteobacteria \| Eukaryota \| \| \| Eukaryota \| |
|                    | Promethearchaeota o Asgard (P)                                                                            |
|                    | |
| + α─proteobacteria | Eukaryota                                                                                                 |
|                    | Eukaryota                                                                                                 |

|                    | Promethearchaeota o Asgard (P) |
|                    |                                |
| + α─proteobacteria | Eukaryota                      |
|                    | Eukaryota                      |

|                    | Thermoproteota o TACK                                                                                     |
|                    | |
| Eukaryomorpha      | \| \| Promethearchaeota o Asgard (P) \| \| \| \| \| + α─proteobacteria \| Eukaryota \| \| \| Eukaryota \| |
|                    | \| \| Promethearchaeota o Asgard (P) \| \| \| \| \| + α─proteobacteria \| Eukaryota \| \| \| Eukaryota \| |
|                    | Promethearchaeota o Asgard (P)                                                                            |
|                    | |
| + α─proteobacteria | Eukaryota                                                                                                 |
|                    | Eukaryota                                                                                                 |

|                    | Promethearchaeota o Asgard (P) |
|                    |                                |
| + α─proteobacteria | Eukaryota                      |
|                    | Eukaryota                      |

|                    | Thermoproteota o TACK                                                                                     |
|                    | |
| Eukaryomorpha      | \| \| Promethearchaeota o Asgard (P) \| \| \| \| \| + α─proteobacteria \| Eukaryota \| \| \| Eukaryota \| |
|                    | \| \| Promethearchaeota o Asgard (P) \| \| \| \| \| + α─proteobacteria \| Eukaryota \| \| \| Eukaryota \| |
|                    | Promethearchaeota o Asgard (P)                                                                            |
|                    | |
| + α─proteobacteria | Eukaryota                                                                                                 |
|                    | Eukaryota                                                                                                 |

|                    | Promethearchaeota o Asgard (P) |
|                    |                                |
| + α─proteobacteria | Eukaryota                      |
|                    | Eukaryota                      |

|  | Pseudomonadota → mitocondria                                                    |
|  |                                                                                 |
|  | \| \| Planctobacteria o PVC \| \| \| \| \| \| Sphingobacteria o FCB \| \| \| \| |
|  |                                                                                 |
|  | Planctobacteria o PVC                                                           |
|  |                                                                                 |
|  | Sphingobacteria o FCB                                                           |
|  |                                                                                 |

|  | Planctobacteria o PVC |
|  |                       |
|  | Sphingobacteria o FCB |
|  |                       |

|  | Pseudomonadota → mitocondria                                                    |
|  |                                                                                 |
|  | \| \| Planctobacteria o PVC \| \| \| \| \| \| Sphingobacteria o FCB \| \| \| \| |
|  |                                                                                 |
|  | Planctobacteria o PVC                                                           |
|  |                                                                                 |
|  | Sphingobacteria o FCB                                                           |
|  |                                                                                 |

|  | Planctobacteria o PVC |
|  |                       |
|  | Sphingobacteria o FCB |
|  |                       |

|  | Pseudomonadota → mitocondria                                                    |
|  |                                                                                 |
|  | \| \| Planctobacteria o PVC \| \| \| \| \| \| Sphingobacteria o FCB \| \| \| \| |
|  |                                                                                 |
|  | Planctobacteria o PVC                                                           |
|  |                                                                                 |
|  | Sphingobacteria o FCB                                                           |
|  |                                                                                 |

|  | Planctobacteria o PVC |
|  |                       |
|  | Sphingobacteria o FCB |
|  |                       |

|  | Pseudomonadota → mitocondria                                                    |
|  |                                                                                 |
|  | \| \| Planctobacteria o PVC \| \| \| \| \| \| Sphingobacteria o FCB \| \| \| \| |
|  |                                                                                 |
|  | Planctobacteria o PVC                                                           |
|  |                                                                                 |
|  | Sphingobacteria o FCB                                                           |
|  |                                                                                 |

|  | Planctobacteria o PVC |
|  |                       |
|  | Sphingobacteria o FCB |
|  |                       |

|  | Cyanobacteriota → cloroplasto |
|  |                               |
|  | Margulisbacteria              |
|  |                               |

|  | Bacillota      |
|  |                |
|  | Actinomycetota |
|  |                |

|  | Armatimonadota    |
|  |                   |
|  | Eremiobacteraeota |
|  |                   |

|  | Patescibacteria o CPR                                              |
|  |                                                                    |
|  | \| \| Dormibacteraeota \| \| \| \| \| \| Chloroflexota \| \| \| \| |
|  |                                                                    |
|  | Dormibacteraeota                                                   |
|  |                                                                    |
|  | Chloroflexota                                                      |
|  |                                                                    |

|  | Dormibacteraeota |
|  |                  |
|  | Chloroflexota    |
|  |                  |

|  | Armatimonadota    |
|  |                   |
|  | Eremiobacteraeota |
|  |                   |

|  | Patescibacteria o CPR                                              |
|  |                                                                    |
|  | \| \| Dormibacteraeota \| \| \| \| \| \| Chloroflexota \| \| \| \| |
|  |                                                                    |
|  | Dormibacteraeota                                                   |
|  |                                                                    |
|  | Chloroflexota                                                      |
|  |                                                                    |

|  | Dormibacteraeota |
|  |                  |
|  | Chloroflexota    |
|  |                  |

|  | Bacillota      |
|  |                |
|  | Actinomycetota |
|  |                |

|  | Armatimonadota    |
|  |                   |
|  | Eremiobacteraeota |
|  |                   |

|  | Patescibacteria o CPR                                              |
|  |                                                                    |
|  | \| \| Dormibacteraeota \| \| \| \| \| \| Chloroflexota \| \| \| \| |
|  |                                                                    |
|  | Dormibacteraeota                                                   |
|  |                                                                    |
|  | Chloroflexota                                                      |
|  |                                                                    |

|  | Dormibacteraeota |
|  |                  |
|  | Chloroflexota    |
|  |                  |

|  | Armatimonadota    |
|  |                   |
|  | Eremiobacteraeota |
|  |                   |

|  | Patescibacteria o CPR                                              |
|  |                                                                    |
|  | \| \| Dormibacteraeota \| \| \| \| \| \| Chloroflexota \| \| \| \| |
|  |                                                                    |
|  | Dormibacteraeota                                                   |
|  |                                                                    |
|  | Chloroflexota                                                      |
|  |                                                                    |

|  | Dormibacteraeota |
|  |                  |
|  | Chloroflexota    |
|  |                  |

|  | Cyanobacteriota → cloroplasto |
|  |                               |
|  | Margulisbacteria              |
|  |                               |

|  | Bacillota      |
|  |                |
|  | Actinomycetota |
|  |                |

|  | Armatimonadota    |
|  |                   |
|  | Eremiobacteraeota |
|  |                   |

|  | Patescibacteria o CPR                                              |
|  |                                                                    |
|  | \| \| Dormibacteraeota \| \| \| \| \| \| Chloroflexota \| \| \| \| |
|  |                                                                    |
|  | Dormibacteraeota                                                   |
|  |                                                                    |
|  | Chloroflexota                                                      |
|  |                                                                    |

|  | Dormibacteraeota |
|  |                  |
|  | Chloroflexota    |
|  |                  |

|  | Armatimonadota    |
|  |                   |
|  | Eremiobacteraeota |
|  |                   |

|  | Patescibacteria o CPR                                              |
|  |                                                                    |
|  | \| \| Dormibacteraeota \| \| \| \| \| \| Chloroflexota \| \| \| \| |
|  |                                                                    |
|  | Dormibacteraeota                                                   |
|  |                                                                    |
|  | Chloroflexota                                                      |
|  |                                                                    |

|  | Dormibacteraeota |
|  |                  |
|  | Chloroflexota    |
|  |                  |

|  | Bacillota      |
|  |                |
|  | Actinomycetota |
|  |                |

|  | Armatimonadota    |
|  |                   |
|  | Eremiobacteraeota |
|  |                   |

|  | Patescibacteria o CPR                                              |
|  |                                                                    |
|  | \| \| Dormibacteraeota \| \| \| \| \| \| Chloroflexota \| \| \| \| |
|  |                                                                    |
|  | Dormibacteraeota                                                   |
|  |                                                                    |
|  | Chloroflexota                                                      |
|  |                                                                    |

|  | Dormibacteraeota |
|  |                  |
|  | Chloroflexota    |
|  |                  |

|  | Armatimonadota    |
|  |                   |
|  | Eremiobacteraeota |
|  |                   |

|  | Patescibacteria o CPR                                              |
|  |                                                                    |
|  | \| \| Dormibacteraeota \| \| \| \| \| \| Chloroflexota \| \| \| \| |
|  |                                                                    |
|  | Dormibacteraeota                                                   |
|  |                                                                    |
|  | Chloroflexota                                                      |
|  |                                                                    |

|  | Dormibacteraeota |
|  |                  |
|  | Chloroflexota    |
|  |                  |

|  | Cyanobacteriota → cloroplasto |
|  |                               |
|  | Margulisbacteria              |
|  |                               |

|  | Bacillota      |
|  |                |
|  | Actinomycetota |
|  |                |

|  | Armatimonadota    |
|  |                   |
|  | Eremiobacteraeota |
|  |                   |

|  | Patescibacteria o CPR                                              |
|  |                                                                    |
|  | \| \| Dormibacteraeota \| \| \| \| \| \| Chloroflexota \| \| \| \| |
|  |                                                                    |
|  | Dormibacteraeota                                                   |
|  |                                                                    |
|  | Chloroflexota                                                      |
|  |                                                                    |

|  | Dormibacteraeota |
|  |                  |
|  | Chloroflexota    |
|  |                  |

|  | Armatimonadota    |
|  |                   |
|  | Eremiobacteraeota |
|  |                   |

|  | Patescibacteria o CPR                                              |
|  |                                                                    |
|  | \| \| Dormibacteraeota \| \| \| \| \| \| Chloroflexota \| \| \| \| |
|  |                                                                    |
|  | Dormibacteraeota                                                   |
|  |                                                                    |
|  | Chloroflexota                                                      |
|  |                                                                    |

|  | Dormibacteraeota |
|  |                  |
|  | Chloroflexota    |
|  |                  |

|  | Bacillota      |
|  |                |
|  | Actinomycetota |
|  |                |

|  | Armatimonadota    |
|  |                   |
|  | Eremiobacteraeota |
|  |                   |

|  | Patescibacteria o CPR                                              |
|  |                                                                    |
|  | \| \| Dormibacteraeota \| \| \| \| \| \| Chloroflexota \| \| \| \| |
|  |                                                                    |
|  | Dormibacteraeota                                                   |
|  |                                                                    |
|  | Chloroflexota                                                      |
|  |                                                                    |

|  | Dormibacteraeota |
|  |                  |
|  | Chloroflexota    |
|  |                  |

|  | Armatimonadota    |
|  |                   |
|  | Eremiobacteraeota |
|  |                   |

|  | Patescibacteria o CPR                                              |
|  |                                                                    |
|  | \| \| Dormibacteraeota \| \| \| \| \| \| Chloroflexota \| \| \| \| |
|  |                                                                    |
|  | Dormibacteraeota                                                   |
|  |                                                                    |
|  | Chloroflexota                                                      |
|  |                                                                    |

|  | Dormibacteraeota |
|  |                  |
|  | Chloroflexota    |
|  |                  |

|  | Cyanobacteriota → cloroplasto |
|  |                               |
|  | Margulisbacteria              |
|  |                               |

|  | Bacillota      |
|  |                |
|  | Actinomycetota |
|  |                |

|  | Armatimonadota    |
|  |                   |
|  | Eremiobacteraeota |
|  |                   |

|  | Patescibacteria o CPR                                              |
|  |                                                                    |
|  | \| \| Dormibacteraeota \| \| \| \| \| \| Chloroflexota \| \| \| \| |
|  |                                                                    |
|  | Dormibacteraeota                                                   |
|  |                                                                    |
|  | Chloroflexota                                                      |
|  |                                                                    |

|  | Dormibacteraeota |
|  |                  |
|  | Chloroflexota    |
|  |                  |

|  | Armatimonadota    |
|  |                   |
|  | Eremiobacteraeota |
|  |                   |

|  | Patescibacteria o CPR                                              |
|  |                                                                    |
|  | \| \| Dormibacteraeota \| \| \| \| \| \| Chloroflexota \| \| \| \| |
|  |                                                                    |
|  | Dormibacteraeota                                                   |
|  |                                                                    |
|  | Chloroflexota                                                      |
|  |                                                                    |

|  | Dormibacteraeota |
|  |                  |
|  | Chloroflexota    |
|  |                  |

|  | Bacillota      |
|  |                |
|  | Actinomycetota |
|  |                |

|  | Armatimonadota    |
|  |                   |
|  | Eremiobacteraeota |
|  |                   |

|  | Patescibacteria o CPR                                              |
|  |                                                                    |
|  | \| \| Dormibacteraeota \| \| \| \| \| \| Chloroflexota \| \| \| \| |
|  |                                                                    |
|  | Dormibacteraeota                                                   |
|  |                                                                    |
|  | Chloroflexota                                                      |
|  |                                                                    |

|  | Dormibacteraeota |
|  |                  |
|  | Chloroflexota    |
|  |                  |

|  | Armatimonadota    |
|  |                   |
|  | Eremiobacteraeota |
|  |                   |

|  | Patescibacteria o CPR                                              |
|  |                                                                    |
|  | \| \| Dormibacteraeota \| \| \| \| \| \| Chloroflexota \| \| \| \| |
|  |                                                                    |
|  | Dormibacteraeota                                                   |
|  |                                                                    |
|  | Chloroflexota                                                      |
|  |                                                                    |

|  | Dormibacteraeota |
|  |                  |
|  | Chloroflexota    |
|  |                  |

|  | Pseudomonadota → mitocondria                                                    |
|  |                                                                                 |
|  | \| \| Planctobacteria o PVC \| \| \| \| \| \| Sphingobacteria o FCB \| \| \| \| |
|  |                                                                                 |
|  | Planctobacteria o PVC                                                           |
|  |                                                                                 |
|  | Sphingobacteria o FCB                                                           |
|  |                                                                                 |

|  | Planctobacteria o PVC |
|  |                       |
|  | Sphingobacteria o FCB |
|  |                       |

|  | Pseudomonadota → mitocondria                                                    |
|  |                                                                                 |
|  | \| \| Planctobacteria o PVC \| \| \| \| \| \| Sphingobacteria o FCB \| \| \| \| |
|  |                                                                                 |
|  | Planctobacteria o PVC                                                           |
|  |                                                                                 |
|  | Sphingobacteria o FCB                                                           |
|  |                                                                                 |

|  | Planctobacteria o PVC |
|  |                       |
|  | Sphingobacteria o FCB |
|  |                       |

|  | Pseudomonadota → mitocondria                                                    |
|  |                                                                                 |
|  | \| \| Planctobacteria o PVC \| \| \| \| \| \| Sphingobacteria o FCB \| \| \| \| |
|  |                                                                                 |
|  | Planctobacteria o PVC                                                           |
|  |                                                                                 |
|  | Sphingobacteria o FCB                                                           |
|  |                                                                                 |

|  | Planctobacteria o PVC |
|  |                       |
|  | Sphingobacteria o FCB |
|  |                       |

|  | Pseudomonadota → mitocondria                                                    |
|  |                                                                                 |
|  | \| \| Planctobacteria o PVC \| \| \| \| \| \| Sphingobacteria o FCB \| \| \| \| |
|  |                                                                                 |
|  | Planctobacteria o PVC                                                           |
|  |                                                                                 |
|  | Sphingobacteria o FCB                                                           |
|  |                                                                                 |

|  | Planctobacteria o PVC |
|  |                       |
|  | Sphingobacteria o FCB |
|  |                       |

|  | Cyanobacteriota → cloroplasto |
|  |                               |
|  | Margulisbacteria              |
|  |                               |

|  | Bacillota      |
|  |                |
|  | Actinomycetota |
|  |                |

|  | Armatimonadota    |
|  |                   |
|  | Eremiobacteraeota |
|  |                   |

|  | Patescibacteria o CPR                                              |
|  |                                                                    |
|  | \| \| Dormibacteraeota \| \| \| \| \| \| Chloroflexota \| \| \| \| |
|  |                                                                    |
|  | Dormibacteraeota                                                   |
|  |                                                                    |
|  | Chloroflexota                                                      |
|  |                                                                    |

|  | Dormibacteraeota |
|  |                  |
|  | Chloroflexota    |
|  |                  |

|  | Armatimonadota    |
|  |                   |
|  | Eremiobacteraeota |
|  |                   |

|  | Patescibacteria o CPR                                              |
|  |                                                                    |
|  | \| \| Dormibacteraeota \| \| \| \| \| \| Chloroflexota \| \| \| \| |
|  |                                                                    |
|  | Dormibacteraeota                                                   |
|  |                                                                    |
|  | Chloroflexota                                                      |
|  |                                                                    |

|  | Dormibacteraeota |
|  |                  |
|  | Chloroflexota    |
|  |                  |

|  | Bacillota      |
|  |                |
|  | Actinomycetota |
|  |                |

|  | Armatimonadota    |
|  |                   |
|  | Eremiobacteraeota |
|  |                   |

|  | Patescibacteria o CPR                                              |
|  |                                                                    |
|  | \| \| Dormibacteraeota \| \| \| \| \| \| Chloroflexota \| \| \| \| |
|  |                                                                    |
|  | Dormibacteraeota                                                   |
|  |                                                                    |
|  | Chloroflexota                                                      |
|  |                                                                    |

|  | Dormibacteraeota |
|  |                  |
|  | Chloroflexota    |
|  |                  |

|  | Armatimonadota    |
|  |                   |
|  | Eremiobacteraeota |
|  |                   |

|  | Patescibacteria o CPR                                              |
|  |                                                                    |
|  | \| \| Dormibacteraeota \| \| \| \| \| \| Chloroflexota \| \| \| \| |
|  |                                                                    |
|  | Dormibacteraeota                                                   |
|  |                                                                    |
|  | Chloroflexota                                                      |
|  |                                                                    |

|  | Dormibacteraeota |
|  |                  |
|  | Chloroflexota    |
|  |                  |

|  | Cyanobacteriota → cloroplasto |
|  |                               |
|  | Margulisbacteria              |
|  |                               |

|  | Bacillota      |
|  |                |
|  | Actinomycetota |
|  |                |

|  | Armatimonadota    |
|  |                   |
|  | Eremiobacteraeota |
|  |                   |

|  | Patescibacteria o CPR                                              |
|  |                                                                    |
|  | \| \| Dormibacteraeota \| \| \| \| \| \| Chloroflexota \| \| \| \| |
|  |                                                                    |
|  | Dormibacteraeota                                                   |
|  |                                                                    |
|  | Chloroflexota                                                      |
|  |                                                                    |

|  | Dormibacteraeota |
|  |                  |
|  | Chloroflexota    |
|  |                  |

|  | Armatimonadota    |
|  |                   |
|  | Eremiobacteraeota |
|  |                   |

|  | Patescibacteria o CPR                                              |
|  |                                                                    |
|  | \| \| Dormibacteraeota \| \| \| \| \| \| Chloroflexota \| \| \| \| |
|  |                                                                    |
|  | Dormibacteraeota                                                   |
|  |                                                                    |
|  | Chloroflexota                                                      |
|  |                                                                    |

|  | Dormibacteraeota |
|  |                  |
|  | Chloroflexota    |
|  |                  |

|  | Bacillota      |
|  |                |
|  | Actinomycetota |
|  |                |

|  | Armatimonadota    |
|  |                   |
|  | Eremiobacteraeota |
|  |                   |

|  | Patescibacteria o CPR                                              |
|  |                                                                    |
|  | \| \| Dormibacteraeota \| \| \| \| \| \| Chloroflexota \| \| \| \| |
|  |                                                                    |
|  | Dormibacteraeota                                                   |
|  |                                                                    |
|  | Chloroflexota                                                      |
|  |                                                                    |

|  | Dormibacteraeota |
|  |                  |
|  | Chloroflexota    |
|  |                  |

|  | Armatimonadota    |
|  |                   |
|  | Eremiobacteraeota |
|  |                   |

|  | Patescibacteria o CPR                                              |
|  |                                                                    |
|  | \| \| Dormibacteraeota \| \| \| \| \| \| Chloroflexota \| \| \| \| |
|  |                                                                    |
|  | Dormibacteraeota                                                   |
|  |                                                                    |
|  | Chloroflexota                                                      |
|  |                                                                    |

|  | Dormibacteraeota |
|  |                  |
|  | Chloroflexota    |
|  |                  |

|  | Cyanobacteriota → cloroplasto |
|  |                               |
|  | Margulisbacteria              |
|  |                               |

|  | Bacillota      |
|  |                |
|  | Actinomycetota |
|  |                |

|  | Armatimonadota    |
|  |                   |
|  | Eremiobacteraeota |
|  |                   |

|  | Patescibacteria o CPR                                              |
|  |                                                                    |
|  | \| \| Dormibacteraeota \| \| \| \| \| \| Chloroflexota \| \| \| \| |
|  |                                                                    |
|  | Dormibacteraeota                                                   |
|  |                                                                    |
|  | Chloroflexota                                                      |
|  |                                                                    |

|  | Dormibacteraeota |
|  |                  |
|  | Chloroflexota    |
|  |                  |

|  | Armatimonadota    |
|  |                   |
|  | Eremiobacteraeota |
|  |                   |

|  | Patescibacteria o CPR                                              |
|  |                                                                    |
|  | \| \| Dormibacteraeota \| \| \| \| \| \| Chloroflexota \| \| \| \| |
|  |                                                                    |
|  | Dormibacteraeota                                                   |
|  |                                                                    |
|  | Chloroflexota                                                      |
|  |                                                                    |

|  | Dormibacteraeota |
|  |                  |
|  | Chloroflexota    |
|  |                  |

|  | Bacillota      |
|  |                |
|  | Actinomycetota |
|  |                |

|  | Armatimonadota    |
|  |                   |
|  | Eremiobacteraeota |
|  |                   |

|  | Patescibacteria o CPR                                              |
|  |                                                                    |
|  | \| \| Dormibacteraeota \| \| \| \| \| \| Chloroflexota \| \| \| \| |
|  |                                                                    |
|  | Dormibacteraeota                                                   |
|  |                                                                    |
|  | Chloroflexota                                                      |
|  |                                                                    |

|  | Dormibacteraeota |
|  |                  |
|  | Chloroflexota    |
|  |                  |

|  | Armatimonadota    |
|  |                   |
|  | Eremiobacteraeota |
|  |                   |

|  | Patescibacteria o CPR                                              |
|  |                                                                    |
|  | \| \| Dormibacteraeota \| \| \| \| \| \| Chloroflexota \| \| \| \| |
|  |                                                                    |
|  | Dormibacteraeota                                                   |
|  |                                                                    |
|  | Chloroflexota                                                      |
|  |                                                                    |

|  | Dormibacteraeota |
|  |                  |
|  | Chloroflexota    |
|  |                  |

|  | Cyanobacteriota → cloroplasto |
|  |                               |
|  | Margulisbacteria              |
|  |                               |

|  | Bacillota      |
|  |                |
|  | Actinomycetota |
|  |                |

|  | Armatimonadota    |
|  |                   |
|  | Eremiobacteraeota |
|  |                   |

|  | Patescibacteria o CPR                                              |
|  |                                                                    |
|  | \| \| Dormibacteraeota \| \| \| \| \| \| Chloroflexota \| \| \| \| |
|  |                                                                    |
|  | Dormibacteraeota                                                   |
|  |                                                                    |
|  | Chloroflexota                                                      |
|  |                                                                    |

|  | Dormibacteraeota |
|  |                  |
|  | Chloroflexota    |
|  |                  |

|  | Armatimonadota    |
|  |                   |
|  | Eremiobacteraeota |
|  |                   |

|  | Patescibacteria o CPR                                              |
|  |                                                                    |
|  | \| \| Dormibacteraeota \| \| \| \| \| \| Chloroflexota \| \| \| \| |
|  |                                                                    |
|  | Dormibacteraeota                                                   |
|  |                                                                    |
|  | Chloroflexota                                                      |
|  |                                                                    |

|  | Dormibacteraeota |
|  |                  |
|  | Chloroflexota    |
|  |                  |

|  | Bacillota      |
|  |                |
|  | Actinomycetota |
|  |                |

|  | Armatimonadota    |
|  |                   |
|  | Eremiobacteraeota |
|  |                   |

|  | Patescibacteria o CPR                                              |
|  |                                                                    |
|  | \| \| Dormibacteraeota \| \| \| \| \| \| Chloroflexota \| \| \| \| |
|  |                                                                    |
|  | Dormibacteraeota                                                   |
|  |                                                                    |
|  | Chloroflexota                                                      |
|  |                                                                    |

|  | Dormibacteraeota |
|  |                  |
|  | Chloroflexota    |
|  |                  |

|  | Armatimonadota    |
|  |                   |
|  | Eremiobacteraeota |
|  |                   |

|  | Patescibacteria o CPR                                              |
|  |                                                                    |
|  | \| \| Dormibacteraeota \| \| \| \| \| \| Chloroflexota \| \| \| \| |
|  |                                                                    |
|  | Dormibacteraeota                                                   |
|  |                                                                    |
|  | Chloroflexota                                                      |
|  |                                                                    |

|  | Dormibacteraeota |
|  |                  |
|  | Chloroflexota    |
|  |                  |

|                    | Thermoproteota o TACK                                                                                     |
|                    | |
| Eukaryomorpha      | \| \| Promethearchaeota o Asgard (P) \| \| \| \| \| + α─proteobacteria \| Eukaryota \| \| \| Eukaryota \| |
|                    | \| \| Promethearchaeota o Asgard (P) \| \| \| \| \| + α─proteobacteria \| Eukaryota \| \| \| Eukaryota \| |
|                    | Promethearchaeota o Asgard (P)                                                                            |
|                    | |
| + α─proteobacteria | Eukaryota                                                                                                 |
|                    | Eukaryota                                                                                                 |

|                    | Promethearchaeota o Asgard (P) |
|                    |                                |
| + α─proteobacteria | Eukaryota                      |
|                    | Eukaryota                      |

|                    | Thermoproteota o TACK                                                                                     |
|                    | |
| Eukaryomorpha      | \| \| Promethearchaeota o Asgard (P) \| \| \| \| \| + α─proteobacteria \| Eukaryota \| \| \| Eukaryota \| |
|                    | \| \| Promethearchaeota o Asgard (P) \| \| \| \| \| + α─proteobacteria \| Eukaryota \| \| \| Eukaryota \| |
|                    | Promethearchaeota o Asgard (P)                                                                            |
|                    | |
| + α─proteobacteria | Eukaryota                                                                                                 |
|                    | Eukaryota                                                                                                 |

|                    | Promethearchaeota o Asgard (P) |
|                    |                                |
| + α─proteobacteria | Eukaryota                      |
|                    | Eukaryota                      |

|                    | Thermoproteota o TACK                                                                                     |
|                    | |
| Eukaryomorpha      | \| \| Promethearchaeota o Asgard (P) \| \| \| \| \| + α─proteobacteria \| Eukaryota \| \| \| Eukaryota \| |
|                    | \| \| Promethearchaeota o Asgard (P) \| \| \| \| \| + α─proteobacteria \| Eukaryota \| \| \| Eukaryota \| |
|                    | Promethearchaeota o Asgard (P)                                                                            |
|                    | |
| + α─proteobacteria | Eukaryota                                                                                                 |
|                    | Eukaryota                                                                                                 |

|                    | Promethearchaeota o Asgard (P) |
|                    |                                |
| + α─proteobacteria | Eukaryota                      |
|                    | Eukaryota                      |

|                    | Thermoproteota o TACK                                                                                     |
|                    | |
| Eukaryomorpha      | \| \| Promethearchaeota o Asgard (P) \| \| \| \| \| + α─proteobacteria \| Eukaryota \| \| \| Eukaryota \| |
|                    | \| \| Promethearchaeota o Asgard (P) \| \| \| \| \| + α─proteobacteria \| Eukaryota \| \| \| Eukaryota \| |
|                    | Promethearchaeota o Asgard (P)                                                                            |
|                    | |
| + α─proteobacteria | Eukaryota                                                                                                 |
|                    | Eukaryota                                                                                                 |

|                    | Promethearchaeota o Asgard (P) |
|                    |                                |
| + α─proteobacteria | Eukaryota                      |
|                    | Eukaryota                      |

|  | Pseudomonadota → mitocondria                                                    |
|  |                                                                                 |
|  | \| \| Planctobacteria o PVC \| \| \| \| \| \| Sphingobacteria o FCB \| \| \| \| |
|  |                                                                                 |
|  | Planctobacteria o PVC                                                           |
|  |                                                                                 |
|  | Sphingobacteria o FCB                                                           |
|  |                                                                                 |

|  | Planctobacteria o PVC |
|  |                       |
|  | Sphingobacteria o FCB |
|  |                       |

|  | Pseudomonadota → mitocondria                                                    |
|  |                                                                                 |
|  | \| \| Planctobacteria o PVC \| \| \| \| \| \| Sphingobacteria o FCB \| \| \| \| |
|  |                                                                                 |
|  | Planctobacteria o PVC                                                           |
|  |                                                                                 |
|  | Sphingobacteria o FCB                                                           |
|  |                                                                                 |

|  | Planctobacteria o PVC |
|  |                       |
|  | Sphingobacteria o FCB |
|  |                       |

|  | Pseudomonadota → mitocondria                                                    |
|  |                                                                                 |
|  | \| \| Planctobacteria o PVC \| \| \| \| \| \| Sphingobacteria o FCB \| \| \| \| |
|  |                                                                                 |
|  | Planctobacteria o PVC                                                           |
|  |                                                                                 |
|  | Sphingobacteria o FCB                                                           |
|  |                                                                                 |

|  | Planctobacteria o PVC |
|  |                       |
|  | Sphingobacteria o FCB |
|  |                       |

|  | Pseudomonadota → mitocondria                                                    |
|  |                                                                                 |
|  | \| \| Planctobacteria o PVC \| \| \| \| \| \| Sphingobacteria o FCB \| \| \| \| |
|  |                                                                                 |
|  | Planctobacteria o PVC                                                           |
|  |                                                                                 |
|  | Sphingobacteria o FCB                                                           |
|  |                                                                                 |

|  | Planctobacteria o PVC |
|  |                       |
|  | Sphingobacteria o FCB |
|  |                       |

|  | Cyanobacteriota → cloroplasto |
|  |                               |
|  | Margulisbacteria              |
|  |                               |

|  | Bacillota      |
|  |                |
|  | Actinomycetota |
|  |                |

|  | Armatimonadota    |
|  |                   |
|  | Eremiobacteraeota |
|  |                   |

|  | Patescibacteria o CPR                                              |
|  |                                                                    |
|  | \| \| Dormibacteraeota \| \| \| \| \| \| Chloroflexota \| \| \| \| |
|  |                                                                    |
|  | Dormibacteraeota                                                   |
|  |                                                                    |
|  | Chloroflexota                                                      |
|  |                                                                    |

|  | Dormibacteraeota |
|  |                  |
|  | Chloroflexota    |
|  |                  |

|  | Armatimonadota    |
|  |                   |
|  | Eremiobacteraeota |
|  |                   |

|  | Patescibacteria o CPR                                              |
|  |                                                                    |
|  | \| \| Dormibacteraeota \| \| \| \| \| \| Chloroflexota \| \| \| \| |
|  |                                                                    |
|  | Dormibacteraeota                                                   |
|  |                                                                    |
|  | Chloroflexota                                                      |
|  |                                                                    |

|  | Dormibacteraeota |
|  |                  |
|  | Chloroflexota    |
|  |                  |

|  | Bacillota      |
|  |                |
|  | Actinomycetota |
|  |                |

|  | Armatimonadota    |
|  |                   |
|  | Eremiobacteraeota |
|  |                   |

|  | Patescibacteria o CPR                                              |
|  |                                                                    |
|  | \| \| Dormibacteraeota \| \| \| \| \| \| Chloroflexota \| \| \| \| |
|  |                                                                    |
|  | Dormibacteraeota                                                   |
|  |                                                                    |
|  | Chloroflexota                                                      |
|  |                                                                    |

|  | Dormibacteraeota |
|  |                  |
|  | Chloroflexota    |
|  |                  |

|  | Armatimonadota    |
|  |                   |
|  | Eremiobacteraeota |
|  |                   |

|  | Patescibacteria o CPR                                              |
|  |                                                                    |
|  | \| \| Dormibacteraeota \| \| \| \| \| \| Chloroflexota \| \| \| \| |
|  |                                                                    |
|  | Dormibacteraeota                                                   |
|  |                                                                    |
|  | Chloroflexota                                                      |
|  |                                                                    |

|  | Dormibacteraeota |
|  |                  |
|  | Chloroflexota    |
|  |                  |

|  | Cyanobacteriota → cloroplasto |
|  |                               |
|  | Margulisbacteria              |
|  |                               |

|  | Bacillota      |
|  |                |
|  | Actinomycetota |
|  |                |

|  | Armatimonadota    |
|  |                   |
|  | Eremiobacteraeota |
|  |                   |

|  | Patescibacteria o CPR                                              |
|  |                                                                    |
|  | \| \| Dormibacteraeota \| \| \| \| \| \| Chloroflexota \| \| \| \| |
|  |                                                                    |
|  | Dormibacteraeota                                                   |
|  |                                                                    |
|  | Chloroflexota                                                      |
|  |                                                                    |

|  | Dormibacteraeota |
|  |                  |
|  | Chloroflexota    |
|  |                  |

|  | Armatimonadota    |
|  |                   |
|  | Eremiobacteraeota |
|  |                   |

|  | Patescibacteria o CPR                                              |
|  |                                                                    |
|  | \| \| Dormibacteraeota \| \| \| \| \| \| Chloroflexota \| \| \| \| |
|  |                                                                    |
|  | Dormibacteraeota                                                   |
|  |                                                                    |
|  | Chloroflexota                                                      |
|  |                                                                    |

|  | Dormibacteraeota |
|  |                  |
|  | Chloroflexota    |
|  |                  |

|  | Bacillota      |
|  |                |
|  | Actinomycetota |
|  |                |

|  | Armatimonadota    |
|  |                   |
|  | Eremiobacteraeota |
|  |                   |

|  | Patescibacteria o CPR                                              |
|  |                                                                    |
|  | \| \| Dormibacteraeota \| \| \| \| \| \| Chloroflexota \| \| \| \| |
|  |                                                                    |
|  | Dormibacteraeota                                                   |
|  |                                                                    |
|  | Chloroflexota                                                      |
|  |                                                                    |

|  | Dormibacteraeota |
|  |                  |
|  | Chloroflexota    |
|  |                  |

|  | Armatimonadota    |
|  |                   |
|  | Eremiobacteraeota |
|  |                   |

|  | Patescibacteria o CPR                                              |
|  |                                                                    |
|  | \| \| Dormibacteraeota \| \| \| \| \| \| Chloroflexota \| \| \| \| |
|  |                                                                    |
|  | Dormibacteraeota                                                   |
|  |                                                                    |
|  | Chloroflexota                                                      |
|  |                                                                    |

|  | Dormibacteraeota |
|  |                  |
|  | Chloroflexota    |
|  |                  |

|  | Cyanobacteriota → cloroplasto |
|  |                               |
|  | Margulisbacteria              |
|  |                               |

|  | Bacillota      |
|  |                |
|  | Actinomycetota |
|  |                |

|  | Armatimonadota    |
|  |                   |
|  | Eremiobacteraeota |
|  |                   |

|  | Patescibacteria o CPR                                              |
|  |                                                                    |
|  | \| \| Dormibacteraeota \| \| \| \| \| \| Chloroflexota \| \| \| \| |
|  |                                                                    |
|  | Dormibacteraeota                                                   |
|  |                                                                    |
|  | Chloroflexota                                                      |
|  |                                                                    |

|  | Dormibacteraeota |
|  |                  |
|  | Chloroflexota    |
|  |                  |

|  | Armatimonadota    |
|  |                   |
|  | Eremiobacteraeota |
|  |                   |

|  | Patescibacteria o CPR                                              |
|  |                                                                    |
|  | \| \| Dormibacteraeota \| \| \| \| \| \| Chloroflexota \| \| \| \| |
|  |                                                                    |
|  | Dormibacteraeota                                                   |
|  |                                                                    |
|  | Chloroflexota                                                      |
|  |                                                                    |

|  | Dormibacteraeota |
|  |                  |
|  | Chloroflexota    |
|  |                  |

|  | Bacillota      |
|  |                |
|  | Actinomycetota |
|  |                |

|  | Armatimonadota    |
|  |                   |
|  | Eremiobacteraeota |
|  |                   |

|  | Patescibacteria o CPR                                              |
|  |                                                                    |
|  | \| \| Dormibacteraeota \| \| \| \| \| \| Chloroflexota \| \| \| \| |
|  |                                                                    |
|  | Dormibacteraeota                                                   |
|  |                                                                    |
|  | Chloroflexota                                                      |
|  |                                                                    |

|  | Dormibacteraeota |
|  |                  |
|  | Chloroflexota    |
|  |                  |

|  | Armatimonadota    |
|  |                   |
|  | Eremiobacteraeota |
|  |                   |

|  | Patescibacteria o CPR                                              |
|  |                                                                    |
|  | \| \| Dormibacteraeota \| \| \| \| \| \| Chloroflexota \| \| \| \| |
|  |                                                                    |
|  | Dormibacteraeota                                                   |
|  |                                                                    |
|  | Chloroflexota                                                      |
|  |                                                                    |

|  | Dormibacteraeota |
|  |                  |
|  | Chloroflexota    |
|  |                  |

|  | Cyanobacteriota → cloroplasto |
|  |                               |
|  | Margulisbacteria              |
|  |                               |

|  | Bacillota      |
|  |                |
|  | Actinomycetota |
|  |                |

|  | Armatimonadota    |
|  |                   |
|  | Eremiobacteraeota |
|  |                   |

|  | Patescibacteria o CPR                                              |
|  |                                                                    |
|  | \| \| Dormibacteraeota \| \| \| \| \| \| Chloroflexota \| \| \| \| |
|  |                                                                    |
|  | Dormibacteraeota                                                   |
|  |                                                                    |
|  | Chloroflexota                                                      |
|  |                                                                    |

|  | Dormibacteraeota |
|  |                  |
|  | Chloroflexota    |
|  |                  |

|  | Armatimonadota    |
|  |                   |
|  | Eremiobacteraeota |
|  |                   |

|  | Patescibacteria o CPR                                              |
|  |                                                                    |
|  | \| \| Dormibacteraeota \| \| \| \| \| \| Chloroflexota \| \| \| \| |
|  |                                                                    |
|  | Dormibacteraeota                                                   |
|  |                                                                    |
|  | Chloroflexota                                                      |
|  |                                                                    |

|  | Dormibacteraeota |
|  |                  |
|  | Chloroflexota    |
|  |                  |

|  | Bacillota      |
|  |                |
|  | Actinomycetota |
|  |                |

|  | Armatimonadota    |
|  |                   |
|  | Eremiobacteraeota |
|  |                   |

|  | Patescibacteria o CPR                                              |
|  |                                                                    |
|  | \| \| Dormibacteraeota \| \| \| \| \| \| Chloroflexota \| \| \| \| |
|  |                                                                    |
|  | Dormibacteraeota                                                   |
|  |                                                                    |
|  | Chloroflexota                                                      |
|  |                                                                    |

|  | Dormibacteraeota |
|  |                  |
|  | Chloroflexota    |
|  |                  |

|  | Armatimonadota    |
|  |                   |
|  | Eremiobacteraeota |
|  |                   |

|  | Patescibacteria o CPR                                              |
|  |                                                                    |
|  | \| \| Dormibacteraeota \| \| \| \| \| \| Chloroflexota \| \| \| \| |
|  |                                                                    |
|  | Dormibacteraeota                                                   |
|  |                                                                    |
|  | Chloroflexota                                                      |
|  |                                                                    |

|  | Dormibacteraeota |
|  |                  |
|  | Chloroflexota    |
|  |                  |

|  | Pseudomonadota → mitocondria                                                    |
|  |                                                                                 |
|  | \| \| Planctobacteria o PVC \| \| \| \| \| \| Sphingobacteria o FCB \| \| \| \| |
|  |                                                                                 |
|  | Planctobacteria o PVC                                                           |
|  |                                                                                 |
|  | Sphingobacteria o FCB                                                           |
|  |                                                                                 |

|  | Planctobacteria o PVC |
|  |                       |
|  | Sphingobacteria o FCB |
|  |                       |

|  | Pseudomonadota → mitocondria                                                    |
|  |                                                                                 |
|  | \| \| Planctobacteria o PVC \| \| \| \| \| \| Sphingobacteria o FCB \| \| \| \| |
|  |                                                                                 |
|  | Planctobacteria o PVC                                                           |
|  |                                                                                 |
|  | Sphingobacteria o FCB                                                           |
|  |                                                                                 |

|  | Planctobacteria o PVC |
|  |                       |
|  | Sphingobacteria o FCB |
|  |                       |

|  | Pseudomonadota → mitocondria                                                    |
|  |                                                                                 |
|  | \| \| Planctobacteria o PVC \| \| \| \| \| \| Sphingobacteria o FCB \| \| \| \| |
|  |                                                                                 |
|  | Planctobacteria o PVC                                                           |
|  |                                                                                 |
|  | Sphingobacteria o FCB                                                           |
|  |                                                                                 |

|  | Planctobacteria o PVC |
|  |                       |
|  | Sphingobacteria o FCB |
|  |                       |

|  | Pseudomonadota → mitocondria                                                    |
|  |                                                                                 |
|  | \| \| Planctobacteria o PVC \| \| \| \| \| \| Sphingobacteria o FCB \| \| \| \| |
|  |                                                                                 |
|  | Planctobacteria o PVC                                                           |
|  |                                                                                 |
|  | Sphingobacteria o FCB                                                           |
|  |                                                                                 |

|  | Planctobacteria o PVC |
|  |                       |
|  | Sphingobacteria o FCB |
|  |                       |

|  | Cyanobacteriota → cloroplasto |
|  |                               |
|  | Margulisbacteria              |
|  |                               |

|  | Bacillota      |
|  |                |
|  | Actinomycetota |
|  |                |

|  | Armatimonadota    |
|  |                   |
|  | Eremiobacteraeota |
|  |                   |

|  | Patescibacteria o CPR                                              |
|  |                                                                    |
|  | \| \| Dormibacteraeota \| \| \| \| \| \| Chloroflexota \| \| \| \| |
|  |                                                                    |
|  | Dormibacteraeota                                                   |
|  |                                                                    |
|  | Chloroflexota                                                      |
|  |                                                                    |

|  | Dormibacteraeota |
|  |                  |
|  | Chloroflexota    |
|  |                  |

|  | Armatimonadota    |
|  |                   |
|  | Eremiobacteraeota |
|  |                   |

|  | Patescibacteria o CPR                                              |
|  |                                                                    |
|  | \| \| Dormibacteraeota \| \| \| \| \| \| Chloroflexota \| \| \| \| |
|  |                                                                    |
|  | Dormibacteraeota                                                   |
|  |                                                                    |
|  | Chloroflexota                                                      |
|  |                                                                    |

|  | Dormibacteraeota |
|  |                  |
|  | Chloroflexota    |
|  |                  |

|  | Bacillota      |
|  |                |
|  | Actinomycetota |
|  |                |

|  | Armatimonadota    |
|  |                   |
|  | Eremiobacteraeota |
|  |                   |

|  | Patescibacteria o CPR                                              |
|  |                                                                    |
|  | \| \| Dormibacteraeota \| \| \| \| \| \| Chloroflexota \| \| \| \| |
|  |                                                                    |
|  | Dormibacteraeota                                                   |
|  |                                                                    |
|  | Chloroflexota                                                      |
|  |                                                                    |

|  | Dormibacteraeota |
|  |                  |
|  | Chloroflexota    |
|  |                  |

|  | Armatimonadota    |
|  |                   |
|  | Eremiobacteraeota |
|  |                   |

|  | Patescibacteria o CPR                                              |
|  |                                                                    |
|  | \| \| Dormibacteraeota \| \| \| \| \| \| Chloroflexota \| \| \| \| |
|  |                                                                    |
|  | Dormibacteraeota                                                   |
|  |                                                                    |
|  | Chloroflexota                                                      |
|  |                                                                    |

|  | Dormibacteraeota |
|  |                  |
|  | Chloroflexota    |
|  |                  |

|  | Cyanobacteriota → cloroplasto |
|  |                               |
|  | Margulisbacteria              |
|  |                               |

|  | Bacillota      |
|  |                |
|  | Actinomycetota |
|  |                |

|  | Armatimonadota    |
|  |                   |
|  | Eremiobacteraeota |
|  |                   |

|  | Patescibacteria o CPR                                              |
|  |                                                                    |
|  | \| \| Dormibacteraeota \| \| \| \| \| \| Chloroflexota \| \| \| \| |
|  |                                                                    |
|  | Dormibacteraeota                                                   |
|  |                                                                    |
|  | Chloroflexota                                                      |
|  |                                                                    |

|  | Dormibacteraeota |
|  |                  |
|  | Chloroflexota    |
|  |                  |

|  | Armatimonadota    |
|  |                   |
|  | Eremiobacteraeota |
|  |                   |

|  | Patescibacteria o CPR                                              |
|  |                                                                    |
|  | \| \| Dormibacteraeota \| \| \| \| \| \| Chloroflexota \| \| \| \| |
|  |                                                                    |
|  | Dormibacteraeota                                                   |
|  |                                                                    |
|  | Chloroflexota                                                      |
|  |                                                                    |

|  | Dormibacteraeota |
|  |                  |
|  | Chloroflexota    |
|  |                  |

|  | Bacillota      |
|  |                |
|  | Actinomycetota |
|  |                |

|  | Armatimonadota    |
|  |                   |
|  | Eremiobacteraeota |
|  |                   |

|  | Patescibacteria o CPR                                              |
|  |                                                                    |
|  | \| \| Dormibacteraeota \| \| \| \| \| \| Chloroflexota \| \| \| \| |
|  |                                                                    |
|  | Dormibacteraeota                                                   |
|  |                                                                    |
|  | Chloroflexota                                                      |
|  |                                                                    |

|  | Dormibacteraeota |
|  |                  |
|  | Chloroflexota    |
|  |                  |

|  | Armatimonadota    |
|  |                   |
|  | Eremiobacteraeota |
|  |                   |

|  | Patescibacteria o CPR                                              |
|  |                                                                    |
|  | \| \| Dormibacteraeota \| \| \| \| \| \| Chloroflexota \| \| \| \| |
|  |                                                                    |
|  | Dormibacteraeota                                                   |
|  |                                                                    |
|  | Chloroflexota                                                      |
|  |                                                                    |

|  | Dormibacteraeota |
|  |                  |
|  | Chloroflexota    |
|  |                  |

|  | Cyanobacteriota → cloroplasto |
|  |                               |
|  | Margulisbacteria              |
|  |                               |

|  | Bacillota      |
|  |                |
|  | Actinomycetota |
|  |                |

|  | Armatimonadota    |
|  |                   |
|  | Eremiobacteraeota |
|  |                   |

|  | Patescibacteria o CPR                                              |
|  |                                                                    |
|  | \| \| Dormibacteraeota \| \| \| \| \| \| Chloroflexota \| \| \| \| |
|  |                                                                    |
|  | Dormibacteraeota                                                   |
|  |                                                                    |
|  | Chloroflexota                                                      |
|  |                                                                    |

|  | Dormibacteraeota |
|  |                  |
|  | Chloroflexota    |
|  |                  |

|  | Armatimonadota    |
|  |                   |
|  | Eremiobacteraeota |
|  |                   |

|  | Patescibacteria o CPR                                              |
|  |                                                                    |
|  | \| \| Dormibacteraeota \| \| \| \| \| \| Chloroflexota \| \| \| \| |
|  |                                                                    |
|  | Dormibacteraeota                                                   |
|  |                                                                    |
|  | Chloroflexota                                                      |
|  |                                                                    |

|  | Dormibacteraeota |
|  |                  |
|  | Chloroflexota    |
|  |                  |

|  | Bacillota      |
|  |                |
|  | Actinomycetota |
|  |                |

|  | Armatimonadota    |
|  |                   |
|  | Eremiobacteraeota |
|  |                   |

|  | Patescibacteria o CPR                                              |
|  |                                                                    |
|  | \| \| Dormibacteraeota \| \| \| \| \| \| Chloroflexota \| \| \| \| |
|  |                                                                    |
|  | Dormibacteraeota                                                   |
|  |                                                                    |
|  | Chloroflexota                                                      |
|  |                                                                    |

|  | Dormibacteraeota |
|  |                  |
|  | Chloroflexota    |
|  |                  |

|  | Armatimonadota    |
|  |                   |
|  | Eremiobacteraeota |
|  |                   |

|  | Patescibacteria o CPR                                              |
|  |                                                                    |
|  | \| \| Dormibacteraeota \| \| \| \| \| \| Chloroflexota \| \| \| \| |
|  |                                                                    |
|  | Dormibacteraeota                                                   |
|  |                                                                    |
|  | Chloroflexota                                                      |
|  |                                                                    |

|  | Dormibacteraeota |
|  |                  |
|  | Chloroflexota    |
|  |                  |

|  | Cyanobacteriota → cloroplasto |
|  |                               |
|  | Margulisbacteria              |
|  |                               |

|  | Bacillota      |
|  |                |
|  | Actinomycetota |
|  |                |

|  | Armatimonadota    |
|  |                   |
|  | Eremiobacteraeota |
|  |                   |

|  | Patescibacteria o CPR                                              |
|  |                                                                    |
|  | \| \| Dormibacteraeota \| \| \| \| \| \| Chloroflexota \| \| \| \| |
|  |                                                                    |
|  | Dormibacteraeota                                                   |
|  |                                                                    |
|  | Chloroflexota                                                      |
|  |                                                                    |

|  | Dormibacteraeota |
|  |                  |
|  | Chloroflexota    |
|  |                  |

|  | Armatimonadota    |
|  |                   |
|  | Eremiobacteraeota |
|  |                   |

|  | Patescibacteria o CPR                                              |
|  |                                                                    |
|  | \| \| Dormibacteraeota \| \| \| \| \| \| Chloroflexota \| \| \| \| |
|  |                                                                    |
|  | Dormibacteraeota                                                   |
|  |                                                                    |
|  | Chloroflexota                                                      |
|  |                                                                    |

|  | Dormibacteraeota |
|  |                  |
|  | Chloroflexota    |
|  |                  |

|  | Bacillota      |
|  |                |
|  | Actinomycetota |
|  |                |

|  | Armatimonadota    |
|  |                   |
|  | Eremiobacteraeota |
|  |                   |

|  | Patescibacteria o CPR                                              |
|  |                                                                    |
|  | \| \| Dormibacteraeota \| \| \| \| \| \| Chloroflexota \| \| \| \| |
|  |                                                                    |
|  | Dormibacteraeota                                                   |
|  |                                                                    |
|  | Chloroflexota                                                      |
|  |                                                                    |

|  | Dormibacteraeota |
|  |                  |
|  | Chloroflexota    |
|  |                  |

|  | Armatimonadota    |
|  |                   |
|  | Eremiobacteraeota |
|  |                   |

|  | Patescibacteria o CPR                                              |
|  |                                                                    |
|  | \| \| Dormibacteraeota \| \| \| \| \| \| Chloroflexota \| \| \| \| |
|  |                                                                    |
|  | Dormibacteraeota                                                   |
|  |                                                                    |
|  | Chloroflexota                                                      |
|  |                                                                    |

|  | Dormibacteraeota |
|  |                  |
|  | Chloroflexota    |
|  |                  |

Visto de otro modo, la evolución procariota y su relación con los eucariontes, muestran que antes de que hablemos de un árbol filogenético de la vida, deberíamos hablar de un "anillo de la vida"; en donde se observaría que los ancestros procariotas que originaron al primer eucarionte, son una arquea del clado Asgard que le heredó los genes informacionales, mientras que una Alphaproteobacteria le legó los genes operacionales. Tal como podemos observar en la siguiente imagen:

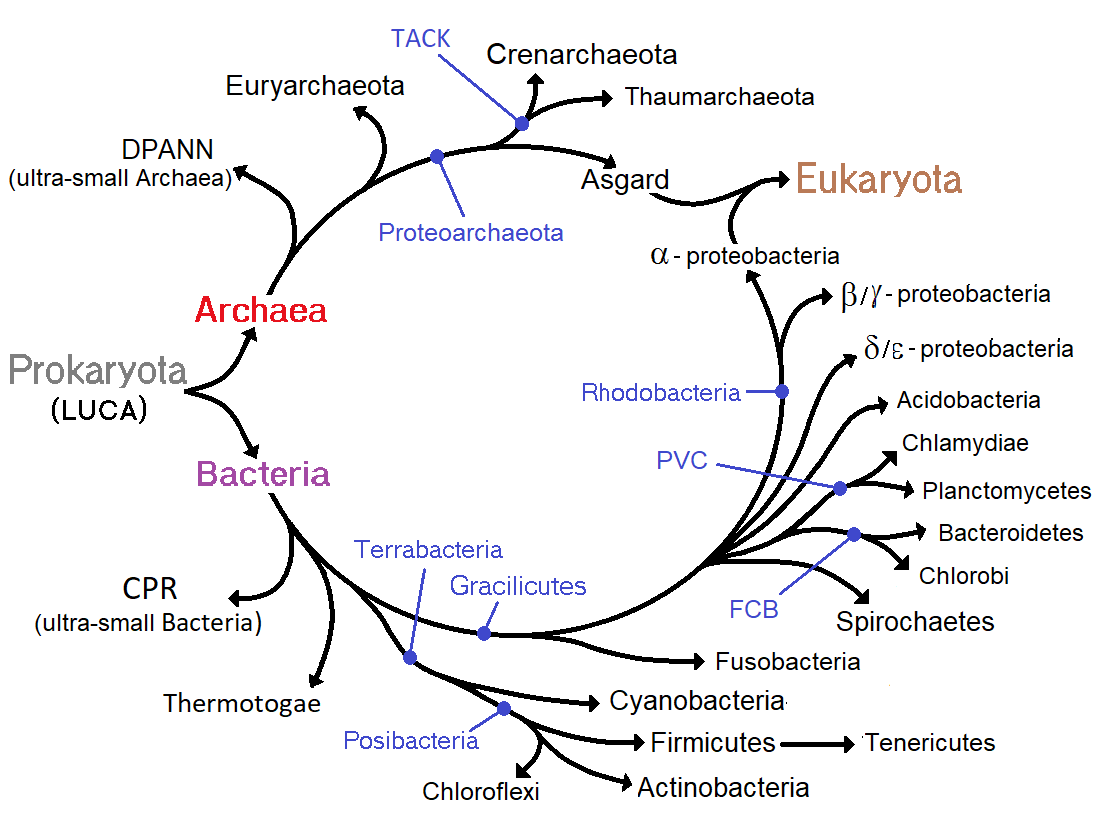
Anillo filogenético de la vida: Cladograma de los principales filos y clados procariotas. Los clados Proteoarchaeota y TACK son próximos o relacionados con los eucariontes. El clado Terrabacteria se basa en estudios proteicos y representa la adaptación temprana al hábitat terrestre. Los clados Gracilicutes, PVC, FCB y Rhodobacteria, son Gram negativos y tienen amplio respaldo en el análisis filogenético del ARNr 16S, 23S, proteínas y secuencias de genes. Posibacteria es el grupo de los Gram positivos y está basado en las semejanzas estructurales, bioquímicas, evolutivas y en la filogenia de las proteínas ribosómicas.

Estudios recientes (2018) revelan la existencia de un importante grupo de nanobacterias denominado Patescibacteria, bacterias ultrapequeñas que serían parásitos o simbiontes de otros microorganismos. Estos aparecen en posición basal entre las bacterias, tal como se observa en la imagen adjunta. De modo análogo, las arqueas ultrapequeñas se presentan en posición basal bajo la denominación Nanobdellati.

### Antecedentes históricos
Durante los siglos XIX y XX se hicieron notorios avances en el conocimiento microbiológico. Sin embargo, esto no significó avances en filogenia y clasificación natural de procariontes. La clasificación de plantas y animales se basaba en anatomía comparada y embriología, en cambio las bacterias carecen de complejidad morfológica, a la vez que tienen enorme diversidad fisiológica.
El manual de Bergey desde los años 60’s y 70’s, optó por dar clasificaciones no naturales, pero razonables, en lugar de especular filogenias que cambiasen continuamente. Muchos especialistas (Stanier, van Niel, Winogradsky) se resignaron a aceptar que una clasificación filogenética procariota era imposible, a pesar de la aceptación en general de que es un grupo monofilético y que está relacionada con el origen monofilético de la vida. Se concluyó entonces que debía evitarse el uso del sistema de Linneo con su terminología latina y sus implicancias filogenéticas, pues no tenía sustento, reconociéndose el desconocimiento a todo lo concerniente con la evolución bacteriana; excepto en la identificación de género/especie y se recomendó nombres comunes como bacterias del azufre, fotosintéticas, fijadoras de nitrógeno (Ninogvossky, van Niel) y propusieron cuatro grupos principales: cianofíceas, mixobacterias, espiroquetas y eubacterias (Stanier, Donderoff & Adelberg 1963).
El paso revolucionario en filogenética se da en los años 1970 gracias a los avances en biología molecular, los cuales permitieron elaborar árboles naturales más fiables mediante el análisis genético.
Para el análisis genético procariota se escogió el de la secuencia molecular del ARN ribosomal 16S, dando como resultado que las arqueas, un grupo procariota recién descubierto, estaba genéticamente distante de los demás procariontes, lo cual es atribuido a una antigua divergencia (Balch 1977). La comparación entre el análisis del ARNr 16S procariota con el ARNr 18S eucariota, dio lugar al postulado del Sistema de tres dominios o superreinos (Woese 1977), en donde Archaea, Bacteria y Eucarya son considerados dominios con la categoría taxonómica más alta.
Análisis genéticos posteriores a nivel del proteoma han robustecido la filogenia procariota confirmando la clara separación entre Archeae y Bacteria (Sicheritz 2001).

### Historia de la nomenclatura y sistemas de clasificación
Aquí se muestra la relación entre algunas notables agrupaciones y sistemas de clasificación procariota:
| Cohn 1875 Schizophyta en 2 clases | Gram 1884 Schizomycetes en 2 tipos | Haeckel 1904 Moneres en 2 clases | Buchanan 1974 reino Procaryotae 2 divisiones | Woese 1977 1990 2 dominios | Murray 1984 reino Procaryotae 4 divisiones | Gupta 1998 Cavalier-S. 2002 2 subreinos | Ruggiero et al. 2015 superreino Prokaryota en 2 reinos | Ruggiero et al. 2015 superreino Prokaryota en 2 reinos |
| --------------------------------- | ---------------------------------- | -------------------------------- | -------------------------------------------- | -------------------------- | ------------------------------------------ | --------------------------------------- | ------------------------------------------------------ | ------------------------------------------------------ |
| Schizophyceae                     |                                    | Chromacae                        | Cyanobacteria                                | Bacteria                   | Gracilicutes                               | Didermata o Negibacteria                | Bacteria                                               | Negibacteria                                           |
| Schizomycetes                     | negativos                          | Bacteria                         | Bacteria                                     | Bacteria                   | Gracilicutes                               | Didermata o Negibacteria                | Bacteria                                               | Negibacteria                                           |
| Schizomycetes                     | positivos                          | Bacteria                         | Bacteria                                     | Bacteria                   | Firmicutes                                 | Monodermata o Unibacteria               | Bacteria                                               | Posibacteria                                           |
| (no tratados)                     | (no tratados)                      | Bacteria                         | Bacteria                                     | Bacteria                   | Tenericutes                                | Monodermata o Unibacteria               | Bacteria                                               | Posibacteria                                           |
| (no tratados)                     | (no tratados)                      |                                  | Bacteria                                     | Archaea                    | Mendosicutes                               | Monodermata o Unibacteria               | Archaea                                                | Archaea                                                |

Los organismos procariotas has sido considerados sucesivamente dentro del reino animal (Bacteria), vegetal (Schizophyta), protista (Moneres) y luego agrupados dentro de su propio reino (Monera o Procaryote).

#### Bacteria
Ehrenberg acuñó el término Bacteria en 1828 partiendo del griego βακτήριον (bacterion) que significa bastoncito. Su clasificación de 1838 es la primera de muchas que usaron la morfología bacteriana para definir los grupos. En ella agrupó a las bacterias dentro del reino Animal, distinguiendo 5 géneros:
- Bacterium: en alusión a los bacilos y definidos como bacilos rígidos.
- Vibrio: para los vibrios, definidos como bacilos flexibles.
- Spirillum: los espirilos, definidos como espirales rígidas.
- Spirochaeta: las espiroquetas, definidas como espirales flexibles, es el único grupo que actualmente sigue siendo un taxón.
- Spirodiscus: espirales aplanados.

Otras clasificaciones posteriores incluyen por ejemplo a Micrococcus (Cohn, 1872) para los cocos o bacterias esféricas y Chlamydobacteriaceae (Migula, 1895) para las bacterias filamentosas rodeadas por la vaina y conocidas hoy como proteobacterias.

#### Schizomycetes y Schizophyta
En 1857, el botánico alemán Nageli rechazó la idea de que las bacterias fuesen animales y les dio el nombre de Schizomycetes (hongos de escisión), dentro del reino vegetal.
Una clasificación más coherente para estos organismos fue hecha por Ferdinand Cohn, que en 1875 juntó a las bacterias (Schizomycetes) con las algas verdeazuladas (Schizophyceae) en un grupo que denominó Schizophyta dentro del reino Planta. Schizophyta viene de schizo=partición y phyta=planta, en alusión a la forma de reproducción bacteriana por división binaria.
Este mismo criterio se mantiene en clasificaciones posteriores como la de Engler (1924), de Wettstein (1934) y de Krasilnikov (1958), este último usando el término Protophyta.

#### Moneres
En 1866, Haeckel crea el orden Moneres (del griego μονήρης/moneres=simple), dentro del nivel más bajo del reino Protista para agrupar a las bacterias, pero sin incluir las algas azul-verdosas que estaban como Cyanophyceae entre las algas. Menciona que las bacterias son únicas pues “...a diferencia de otros protistas, ellas no tienen núcleo y son tan diferentes como lo es la hidra de un vertebrado o un alga simple de una palma”. En 1904 rectifica en su Die Lebenswunder (Las maravillas de la vida) reconociéndo que Chromaceae (algas azul-verdosas), al carecer de núcleo, deben agruparse en Moneres junto con las bacterias; además sugirió al observar los cloroplastos, que las plantas debían haber evolucionado por simbiosis entre una célula verde con otra célula fagótrofa no-verde. Ideas sobre simbiosis a fines del siglo XIX no fueron poco comunes. Para Haeckel, la actividad de las moneras se reduce al proceso puramente químico de su metabolismo, de tal manera que la diferencia entre ellas y los demás seres cuyas células tienen núcleo, es la mayor en todos los aspectos, incluso mayor de la que hay entre una monera y un cristal inorgánico.

#### Un nuevo reino (procariota)
El término procariota (francés procaryotes), así como eucariota, fueron acuñados por Chatton en 1925 para diferenciar los microorganismos anucleados de los nucleados.
Por esta época, se vio la búsqueda de una clasificación natural para las bacterias. En 1927, el botánico Edwin Copeland argumentó que un reino vegetal que incluye a las bacterias "no es más natural que un reino de piedras". En 1938, su hijo Herbert Copeland propone para ellas un reino propio denominado Mychota con el argumento de que eran "los descendientes relativamente poco modificados de la vida que apareció en la Tierra, y que se distingue claramente de los protistas por la ausencia de núcleos".
Paralelamente en 1939, Barkley crea el reino Monera (forma neolatina del moneres de Haeckel) para agrupar a virus y procariontes, subdividiéndolo en dos grupos:Archeophyta para los virus (definidos como las partículas de la vida temprana primitiva) y Schizophyta para las algas azul-verdosas y bacterias.
Un reino formado solo por bacterias denominado Monera fue sustentado por van Niel en 1941, el manual de Bergey propone al reino Protophyta en 1948 y en sucesivas ediciones Monera o Procaryote. Otros autores como Whittaker (1969) y Margulis (1978-1996) también usaron el término Monera.
Si bien en los años 1940 los móneras se definían por acepciones negativas, como la carencia de núcleo, carencia de reproducción sexual, carencia de plástidos y organelas, ya para los 1960 con el desarrollo de la biología molecular y el microscopio electrónico, se redefine a los procariontes en citología comparada, bioquímica y fisiología, de tal manera que la divergencia en estructura celular que separa las bacterias y algas azul-verdosas de los demás organismos celulares (procariontes vs. eucariontes) se reconoce como la más grande discontinuidad evolutiva conocida en el mundo hasta ahora.

#### De superreino a imperio
R.G.E. Murray, del Manual de Bergey, promovió su reconocimiento taxonómico filogenético en 1968 proponiendo a Procaryotae junto a Eucaryotae como taxones del más alto nivel. Al año siguiente A. Allsop les da el nivel de «superreino». Gunther Stent (1971) propone igualmente el superreino Prokaryota, Whittaker (1978) le da la categoría de «dominio», Margulis (1995) propone el término Prokarya y finalmente Mayr (1998) y Cavalier-Smith (2004) reconocen al «imperio» Prokaryota.

### Taxonomía
Actualmente no existe un sistema taxonómico oficial o que esté respaldado por todos los microbiólogos. Entre las instituciones dedicadas a la taxonomía procariota están el Comité Internacional de Sistemática de Procariotas (ICSP), la Lista de nombres procariotas del Manuel de Bergey (LPSN), el Centro Nacional de Información Tecnológica de EE. UU (NCBI) y el Catálogo de la Vida (CoL).

#### NCBI
Según la taxonomía del NCBI hay dos dominios procariotas que se subdividen en ocho reinos del siguiente modo:
| - Dominio Bacteria - Reino Pseudomonadati - Reino Bacillati - Reino Thermotogati - Reino Fusobacterati | - Dominio Archaea - Reino Thermoproteati - Reino Methanobacteriati - Reino Promethearchaeati - Reino Nanobdellati |

#### CoL
Una taxonomía reciente (sistema del CoL) que incluye grupos parafiléticos, clasifica al superreino Prokaryota en los siguientes reinos y subreinos:
- superreino Prokaryota
  - reino Archaea
    - filo Crenarchaeota (TACK)
    - filo Euryarchaeota

  - reino Bacteria
    - subreino Negibacteria
    - subreino Posibacteria